# Xã Amity, Quận Erie, Pennsylvania

Xã Amity, Quận Erie, Pennsylvania

ä1 it dån thǍoc quąnÊiië,tiěu ḆằngppEnỺsyyllvaṄḀ,uśÄ.ṈÄĽ2OḷdÄĽ sō kĦǑa ḽ.Ṍ73nguoḷ.
Xã Amity (tiếng Anh: Amity Township) là một xã thuộc quận Erie, tiểu bang Pennsylvania, Hoa Kỳ. Năm 2010, dân số của xã này là 1.073 người.

## Xem thể
- American FactFinder